# Помпоний Мела
Помпоний Мела (лат. Pomponius Mela; 15—60) — один из первых римских географов, создавший свой труд «Описательная география» около 44 года.

## Биография
О самом Помпонии Меле мало что известно, кроме его имени и места рождения — небольшой городок Тингентера или Сингентера на юге Испании, в заливе Альхесирас (Mela ii. 6, § 96; но текст в этом месте повреждён).
Иногда его, без особых на то оснований, отождествляют с Луцием Аннеем Мелой (L. Annaeus Mela) из Кордубы, сыном ритора Сенеки и братом великого Сенеки.

## «Описательная география»

### Содержание

География мира в представлении Помпония Мелы

Небольшой труд Помпония Мелы «Описательная география» (De Chorographia), называемая также «De situ orbis», представляет собой компиляцию в форме перипла, разделённую на три книги, но в современных изданиях занимающую менее ста страниц, набранных обычным печатным шрифтом, для которой характерно суховатое изложение и методические ошибки, но чисто латинская манера письма, изредка оживляемая образными описаниями. «Описательная география» является единственным сохранившимся географическим трудом на классическом латинском языке (за исключением посвящённых географии частей «Естественной истории» Плиния, где именно Мела указан как авторитетный источник).
Дата написания труда Мелы может быть примерно вычислена благодаря упоминанию им (iii. 6 § 49) планируемой британской экспедиции правящего императора, под которой почти наверняка понимается предпринятая в 43 году н. э. Клавдием. То, что это описание не может относиться к британскому походу Юлия Цезаря, доказывают несколько ссылок на события времени правления Августа, особенно на некоторые новые названия, присвоенные испанским городам. 
Воззрения автора «Описательной географии», в целом, согласуются со взглядами, которых придерживались греческие авторы от Эратосфена до Страбона: возможно, последний был неизвестен Меле. Но Помпоний Мела занимает уникальное место среди древних географов, поскольку, разделив Землю на пять зон, только две из которых обитаемые, он утверждает о существовании «антихтонов», обитателей южной умеренной зоны, недоступной для народов северных умеренных областей из-за невыносимой жары промежуточного засушливого пояса. Что касается территориального деления и границ Европы, Азии и Африки, он следует Эратосфену. Подобно всем классическим географам со времён Александра Великого (кроме Птолемея) он считал Каспийское море заливом Северного океана, в соответствии с Персидским и Арабским (Красное море) заливами на юге.

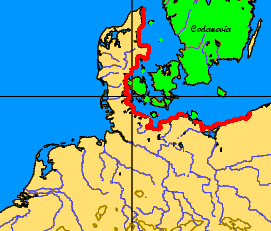
Берега Коданского залива (Codanus sinus) отмечены красным, а его многочисленные острова — зелёным

Его представления об Индии уступают представлениям некоторых более ранних греческих авторов: вслед за Эратосфеном он полагает, что эта страна занимает юго-восточный угол Азии, откуда побережье изгибается к северу к Скифии, а затем поворачивает на запад к Каспийскому морю. Как обычно, он помещает Рипейские горы (Rhipaean Mountains) и гипербореев у Скифского океана. В Западной Европе его познания (что было естественно для испанского подданного императорского Рима) были несколько впереди представлений греческих географов. Он определяет западную береговую линию Испании и Галлии и изрезанность береговой линии Бискайским заливом точнее Эратосфена и Страбона. Его представление о Британских островах и их положении также более чёткие по сравнению с его предшественниками. Он был первым географом, назвавшим Оркадские (Orcades) или Оркнейские острова, которые им определены и размещены довольно точно. Его знание Северной Европы было несовершенным, но он говорит о большом заливе («Коданос синус») севернее Германии, среди многочисленных островов которого выделяется остров «Кодановия» (Codanovia). Это название снова появляется в труде Плиния Старшего под именем «Скатинавия» (Scatinavia). И Кодановия и Скатинавия — латинизированные формы передачи протогерманского *Skaðinawio, германского имени для Скандинавии.
Описательная методика Мелы необычна и неудобна. Вместо подробного описания каждого континента, он начинает свой рассказ с Гибралтарского пролива, описывает страны, прилегающие к южному побережью Средиземного моря, затем идёт по кругу мимо Сирии и Малой Азии к Чёрному морю, а затем возвращается к Испании вдоль северного берега Евксины, Пропонтиды, и т. д. После описания средиземноморских островов он переходит к океанской литорали — последовательно к западу, северу, востоку и югу — от Испании и Галлии по кругу к Индии, от Индии к Персии, Аравии и Эфиопии, а затем снова возвращается к Испании вокруг Южной Африки. Подобно большинству классических географов, он считает, что этот континент окружён морем и не простирается далеко на юг.
Значительным недостатком труда Мелы является то, что в нём не указываются ни площадь, ни размеры перечисленных континентов и стран, ни протяженность их границ, кроме того, в нём вовсе не упоминаются  центральные районы Европы и Азии.

### Издания
Первое издание труда Мелы было опубликовано в Милане в 1471 году. Первым хорошим изданием было издание Вадиана (Vadianus) (Базель, 1522), за которым последовали Фосс (Voss) (1658), И. Гроновий (J. Gronovius) (1685 и 1696), А. Гроновий (A. Gronovius) (1722 и 1728), Tzschucke (1806—1807), в семи частях (Лейпциг; самое подробное из всех); самый лучший текст содержит издание Г. Пэйти (G. Paithey) (Берлин, 1867).

### Переводы
Известен перевод на английский язык Артура Голдинга Arthur Golding (1585).
- Латинский текст и французский перевод в издании: «Macrobe (oeuvres complètes), Varron (De la langue latine), Pomponius Méla (oeuvres complètes); avec la traduction en français et publiées sous la direction de M. Nisard (1863)»[5]. P. 597—727.
- В серии «Collection Budé»: Pomponius Mela. Chorographie. Texte établi, traduit et annoté par A. Silberman. LXXIII, 442 p.

Русские переводы:
- Сведения о Скифии и Кавказе // ВДИ. — 1949. — № 1. — С. 270—287.
- Помпоний Мела / Пер. С. К. Апта // Античная география. — М., 1953. — С. 176—238.
- Помпоний Мела. Хорография / Под общей редакцией А. В. Подосинова. — М.: Изд. Университета Дмитрия Пожарского, 2017. — 512 c. — (Bibliotheca antiqua. Series Latina) — ISBN 978-5-91244-201-8; ISSN 2541-7886.